# Offerton (Tyne and Wear)
Offerton – wieś w Anglii, w hrabstwie Tyne and Wear. Leży 14 km na południowy wschód od centrum Newcastle i 385 km na północ od Londynu.